# Coeligena albicaudata
Coeligena albicaudata, "apurímacinka", är en fågel i familjen kolibrier.

## Utbredning och systematik
Arten förekommer i södra Peru i floden Apurímacs avrinningsområde (nordöstra Ayacucho, norra Apurímac och sydvästra Cuzco). Den betraktas oftast som underart till violettstrupig inka (Coeligena violifer), men urskiljs sedan 2014 av IUCN och Birdlife International som egen art.

## Status
Den kategoriseras av IUCN som livskraftig.